# Austers/Sudergarda
Austers/Sudergarda (voorheen Ajke och Sudergarda) is een plaats (småort in de provincie Gotlands län, op het eiland Fårö, Zweden. De plaats heeft 87 inwoners (2005) en een oppervlakte van 77 hectare.